# 長崎県道111号道ノ尾停車場線
長崎県道111号道ノ尾停車場線（ながさきけんどう111ごう みちのおていしゃじょうせん）は、長崎県西彼杵郡長与町から長崎市に至る一般県道である。

## 概要
西彼杵郡長与町高田郷から長崎市葉山1丁目に至る。接続路線である国道206号が4車線化されているのに対し、本道は1.5車線ほどと幅員が狭い。
国道206号周辺は商業施設が多数存在するが、道ノ尾駅前では一転して住宅地に変わる。

### 路線データ
- 起点：長崎県西彼杵郡長与町高田郷（JR九州長崎本線（旧線） 道ノ尾駅前）
- 終点：長崎県長崎市葉山1丁目（道ノ尾駅入口交差点、国道206号交点）
- 総延長：0.5 km

## 地理

### 通過する自治体
- 西彼杵郡長与町
- 長崎市

### 交差する道路
| 交差する道路 | 交差する場所 | 交差する場所              |
| ------------ | ------------ | ------------------------- |
| 国道206号    | 葉山1丁目    | 道ノ尾駅入口交差点 / 終点 |

### 沿線
- JR九州長崎本線（旧線） 道ノ尾駅